# 大島美緒
大島 美緒（おおしま みお、1993年4月28日 - ）は、日本のAV女優。エルプロモーション所属。

## 略歴・人物
2015年に「まさかのAVデビュー 現役巫女 大島美緒」でAVデビュー。小柄で華奢なロリ系女優。芸名は大島優子に由来するが、本人はデビュー以来意識したことはない。趣味は散歩、特技はなわとび。
単体作品でデビューし、2年間約50本の作品に出演しながらイベント出演やインタビュー取材に応じていなかった。

## 作品

### アダルトDVD
以下の作品がある。
- まさかのAVデビュー 現役巫女 大島美緒（8月21日、プレステージ）
- わたし、真面目そうに見えるでしょっ! でもホントはハメ狂いで、毎日SEXしないとオカシクなっちゃうんです…。（8月25日、オーロラプロジェクト）
- 制服湯女 この肢体、ぜんぶ使ってご奉仕いたします! 「白いモノを、イッパイ出していただくため、舐めて、吸って、ヌメヌメしますね。」 幼気な美少女は、生まれて初めてローションに滑り、自らも性感に堕ちてゆく…。（9月25日、オーロラ・プロジェクト）
- 哀・逆恨みJK輪姦 こんなに犯されちゃったら、もうカレシのところには戻れないよね…。（9月25日、オーロラ・プロジェクト）
- 2015年度 ソフト・オン・デマンド社内健康診断 2012年〜2015年度新卒採用で入社したSOD女子社員総勢20名の無毛・剛毛・敏感マ○コが大集合! おっぴろげチェック・おもちゃ感度チェック・チ○ポ挿入チェックで個性溢れるオマ○コ一挙公開! オマ○コおっぴろげ健診スペシャル（10月8日、SODクリエイト） ※「大木美香」名義　他出演多数
- 「わたしは奴隷…」真M少女・美緒 生まれて初めての拘束セックスで、オカシクなるほど感じます…。（10月13日、オーロラ・プロジェクト）
- 完全ガチ交渉! 噂の、素人激カワ看板娘を狙え! vol.29 in港区（10月22日、プレステージ）
- 「ファンにバレないように妊娠させて…」 ガクガク、簡単イキ体質過ぎ! 誰にでも中出しさせちゃう、なりたて清純セクドル!（10月25日、ジェントルマン）※「みお」名義
- 早熟 生脱ぎ少女。 憧れの男根。 大島美緒 148cm（11月1日、ミニマム）
- 微乳A とっても感じる小っちゃいおっぱい（11月6日、ドリームチケット）
- いじめられっこの僕を好きになり、オナホになってくれたクラスのマドンナ（11月13日、宇宙企画）※「みお」名義
- エロ一切禁止 素人ヘアヌードフェチ作品を撮影中に勃起チ○コ見せつけたらどうなるのか… 徹底検証（11月20日、ONEZ） ※「みお」名義　他出演：あやね、まき
- 女子大生限定 徹底調査 友情VS性欲 男女の友達同士が密室に2人っきり! エローい雰囲気になるよう仕向けたら最高に燃え上がり遂には初のナマ中出しまでしちゃいました!（11月25日、ナンパJAPAN）他出演:鈴原エミリ、なごみ ほか
- 僕の妹 S級素人出演出来ますか? PART 2 兄が投稿 20歳宮崎出身の田舎娘 AVデビュー!?（11月27日、S級素人）※「みお」名義
- JK姪っ子に何度も射精させられた僕…（12月1日、MOODYZ）
- 制服美少女と性交（12月4日、ドリームチケット）
- 処女喪失 美少女アイドル研究生中出し枕営業 みお 「私、夢の為ならなんでも出来ます…」（12月25日、宇宙企画）※「みお」名義
- 私、この前まで普通の女の子だったのに…、今ではSEX漬けの毎日で壊れちゃいそうです…。そしてまた今日も、また貴方の精で白く汚されます…。わたしと死ぬほどエッチしてください。（12月25日、オーロラ・プロジェクト）
- 絶対制服美少女 真正中出し解禁!!!（12月25日、本中）

- おしゃぶりフェラチオ ご奉仕メイドカフェにようこそ♪（1月1日、MOODYZ）
- 尽きない快楽に理性は崩壊。（1月1日、TEPPAN）
- 濡れちゃう接吻（1月8日、ワープエンタテインメント）
- 四畳半ロリータ（1月8日、I.B.WORKS）
- 素人女子大生限定! パンティ素股でカチカチち●ぽがアソコに擦れて赤面発情! クロッチは恥ずかし汁まみれ!そのまま生で擦り合わせて、ヌルヌルワレメに結局つるんっと入って生中出し!!（1月8日、S級素人）他出演:跡美しゅり、道重咲、仁美まどか、七緒ゆづき、仁奈るあ
- 学校がつまらない… おじさん大好き中出し援●交際（1月22日、宇宙企画）
- 女が男を本能のままに求める ノンストップノーカット性交。（2月1日、TEPPAN）
- 連れ娘と近親相姦 体の弱い母に代わり新しい家族の性欲処理をする娘（7月21日、ヒビノ）
- 媚薬貞操帯×ビッグバンローター vol.2 大島美緒（21歳）職業:JD（10月6日、サディスティックヴィレッジ）
- お姉ちゃんのリアル性教育（12月1日、グローリークエスト）
- 世界初!匂いつきAV 教え子を教室に呼び出して健康診断と称したプライベートないたずら 3 恥じらう涙と未処理の毛をふるわせて羞恥に耐える(地味でマジメな)ジミマジ娘（12月8日、サディスティックヴィレッジ）
- 悶絶! 足腰ガクブル強制棒立ちイカセ我慢 砕け倒れたら即中出し!（12月25日、本中）

- 悶絶!足腰ガクブル強制棒立ちイカセ我慢 砕け倒れたら即中出し!（1月1日、本中）
- ろりシャッ!!少女を溺愛するカタチ（1月6日、ワープエンタテインメント）
- 寝取られ輪姦された僕の新妻 皆の憧れの女子社員と結婚したが、僕は夫婦生活に自信がなかった、妻は心配して会社の先輩に相談したが逆に犯され、僕の見てる前で皆に輪姦されてしまう、その時僕は…（1月6日、ヒビノ）
- 悶絶痙攣ポルチオ大絶頂!!（1月6日、クリスタル映像/e-kiss）
- 生中懇願 赤ちゃん出来てもいいから膣中に出して（1月19日、グローリークエスト）
- 大好きなカノジョをハメ撮りしちゃいました。（5月1日、S-Cute）※オムニバス作品、他出演：浅田結梨、唯川千尋
- 女子校生緊縛調教（5月12日、宇宙企画）
- 昨日までは、優等生。清く淫らな制服エッチ（6月13日、S-Cute）※オムニバス作品、他出演：北川ゆず、向井藍、椎名そら、早乙女ゆい
- 制服カメラ みお 18歳（6月30日、ドリームチケット）
- わたし…痴女します! 大島美緒 痴女化計画（9月8日、クリスタル映像/e-kiss）
- 家庭教師レズビアン 教え子にレズ調教されてしまった私…。（10月7日、ビビアン）共演：紗々原ゆり
- 愛おしい彼女と、いつもより大胆で興奮しちゃうエッチ。（10月13日、S-Cute）※オムニバス作品、他出演：白咲ゆず、篠宮玲奈、川村まや、美咲あや、星咲伶美
- 夏の田舎少女（10月27日、I.B.WORKS）※オムニバス作品、他出演：あべみかこ、森川ひな
- 大島美緒 お貸しします。（11月3日、クリスタル映像/e-kiss）
- 私の娘を寝取ってください。 愛娘を目の前で上司に犯され興奮する父親の異常性欲。（12月1日、無垢）
- 緊縛調教を望む女子校生たち 4時間（12月22日、宇宙企画）※オムニバス作品、他出演：瀬田かなえ、河音くるみ、浅田結梨
- 大島美緒チャン全作丸ごと8時間中出し25発ベストだよん♪（12月25日、本中）※単体ベスト

- びしょ濡れ女子●生雨宿り強制わいせつ（1月26日、TMA）共演：あべみかこ、森川ひな
- 素敵なカノジョ 大島美緒 超敏感ミニマム美少女の中出しぶっかけポルチオせっくす（4月13日、BACK DROP）

### アダルトVR
2016年
- センパイ、元気がでるおまじない…し・て・あ・げ・る（12月24日、CRYSTAL VR）

2017年
- ERO Teen VR 大島美緒と久しぶりのSEX（3月8日、ERO Teen VR）
- ERO Teen VR 大島美緒にオカされろ! ブルマで中出し騎乗位ファック!!（3月8日、ERO Teen VR）
- ERO Teen VR 大島美緒 クリだけじゃ足りないの。（3月8日、ERO Teen VR）
- ERO Teen VR 大島美緒 私の恥ずかしいオナニー、見て下さい…（3月8日、ERO Teen VR）
- ERO Teen VR 大島美緒 今日だけだよ! 放課後のお部屋でオナニー。（3月8日、ERO Teen VR）
- ERO Teen VR 大島美緒 今日はお口でイッちゃって!（3月8日、ERO Teen VR）
- ERO Teen VR 大島美緒 立てせて高速! マイクロビキニ潮吹き絶頂3D!!（3月8日、ERO Teen VR）
- ERO Teen VR 大島美緒 ご主人様、おフェラの時間ですよ。（3月10日、ERO Teen VR）
- 眼鏡で地味な幼馴染みはなんとも破廉恥な隠れ痴女!!（7月6日、CRYSTAL VR）
- 大島美緒 お貸しします。VR ～あなたのお宅に大島お届け!～（9月15日、CRYSTAL VR）